# Kijevski metro
Kijevski metro (ukrajinski: Київський метрополітен ili Київське метро) je sustav metroa, koji je glavni kijevski javni prijevoz. 
To je prvi sustav podzemna željeznica u Ukrajini, a treći izgrađen u Sovjetskom Savezu (nakon Moskve i St. Petersburga). Sada ima tri linije s ukupnom dužinom od 67,6 km i 52 postaja.
Sustav prevozi 1,439.000 putnika dnevno, što čini 38% preveženih putnika kijevskoga javnoga prijevoza. Godine 2013., kroz Kijevski metro prošlo je 536,200.000 putnika. Jedna od najdubljih postaja metroa u svijetu, Arsenalna (na 105,5 m), dio je sustava Kijevskog metroa.
Metro slijedi standardni sovjetski trokut tri linije, šest radijusa koji se presijecaju u središtu, gdje su postaje izgrađene vrlo duboko ispod zemlje, a mogu služiti i kao potencijalna skloništa.
Pristup za osobe s invaliditetom, prije nije postojao, postao je važno pitanje, a sve nove postaje su konstruirane s potrebne odredbama.